# Jimmy Slattery
James Edward Slattery (* 25. August 1904 in Buffalo, New York, USA; † 30. August 1960) war ein US-amerikanischer Boxer im Halbschwergewicht und sowohl Weltmeister des ehemaligen Verbandes NYSAC, aus dem später der WBC-Verband hervorging, als auch der NBA, die im Jahr 1962 in WBA umbenannt wurde. 